# Yllenus marusiki
Yllenus marusiki är en spindelart som beskrevs av Dmitri Viktorovich Logunov 1993. Yllenus marusiki ingår i släktet Yllenus och familjen hoppspindlar. Inga underarter finns listade i Catalogue of Life.